# Eustrotia uncula
Eustrotia uncula är en fjärilsart som beskrevs av Carl Alexander Clerck 1759. Eustrotia uncula ingår i släktet Eustrotia och familjen nattflyn. Inga underarter finns listade i Catalogue of Life.